# Ipek Yalcin Christmann
Pour les articles homonymes, voir Christmann.
Ipek Yalcin Christmann, née le 11 mai 1979, est une neurobiologiste franco-turque chargée de recherches au CNRS. Elle est lauréate de la médaille de bronze de l'Institut des sciences biologiques du CNRS (2015).

## Biographie
Elle soutient une thèse de recherche en cotutelle, intitulée « Implication des systèmes sérotonergique et noradrénergique dans les effets du tramadol dans le modèle du stress chronique léger imprédictible », dirigée par Catherine Belzung et Fazilet Aksu, auprès de l'université Çukurova (en) et l'université François Rabelais de Tours, puis un postdoctorat à l'Institut des neurosciences cellulaires et intégratives (INCI), à l'issue duquel elle est recrutée par le CNRS, en 2010.
En 2012, elle bénéficie d'une bourse post-doctorale du NARSAD (en) afin d'établir l'implication potentielle du cortex cingulaire antérieur dans les douleurs chroniques liées à la dépression, et en évaluer les modifications de l'expression des gènes.
Elle est responsable d'un projet sur les conséquences affectives de la douleur physique.

## Distinctions
- 2013 : grand prix de l’Académie des sciences, lettres et arts d'Alsace
- 2015 : médaille de bronze du CNRS[5]
- 2016 : Prix de la meilleure publication en psychiatrie de l'année, catégorie chercheurs[6].

## Publications
- (coll.) « The anterior cingulate cortex is a critical hub for pain-induced depression». Biol Psychiatry, pii: S0006-3223(14)00597-6. DOI  10.1016/j.biopsych.2014.08.004 2014
- (coll.) « Antidepressant drug relieves neuropathic pain by a peripheral β2-adrenoceptor mediated anti-TNF-α mechanism in mouse model». Neurobiol. Dis., DOI  10.1016/j.nbd.2013.08.012 2013
- (coll.) « Nociceptive thresholds are controlled through spinal beta2-subunit-containing nicotinic acethylcholine receptors ». Pain, 152 (9) : 2131-7, 2011.
- (coll.) A time-dependent history of mood disorders in a murine model of neuropathic pain. Biol. Psychiatry, 70 (10) : 946-53 2011.